# Chai Hansen
Surachai Romruen, dit Chai Hansen, né le 8 février 1989 à Ko Samui, dans la province de Surat Thani, en Thaïlande, est un acteur austro-thaïlandais.
Il est notamment connu pour ses rôles dans les séries télévisées tels que Zac Blakely dans Les Sirènes de Mako (2013-2016), Ilian dans Les 100 (2017-2018), Jordan Kyle dans Shadowhunters (2018-2019) ou encore le Roi-singe dans Les Nouvelles Légendes du roi singe (2018-2020).

## Biographie
Surachai est né le 8 février 1989 à Ko Samui à Surat Thani en Thaïlande de Superut Romruen, d'origine thaïlandaise et Sandra Hansen, d'origine australienne.
À l'âge de sept ans, il émigre avec sa mère et sa sœur Sarah en Australie. Il se découvre une passion pour le triple saut. Il reçoit plusieurs médailles dans cette discipline.
En 2006, Chai est classé 2e en Australie après avoir emporté la médaille d'argent au triple saut à l'Australian National all schools championships. Chai détient le record du triple saut en Australie et au Canada.
En 2007, Chai rencontre le danseur Travers Ross. Celui-ci lui communique la passion de la danse. Il devient son mentor. Après trois années de formation, en 2011, Romruen obtient une bourse pour la Davidia Lind Dance Centre. Après son diplôme en 2011, il est engagé par William Sanchez pour le spectacle Beat The Streets.

## Carrière
Il débute en tant qu'acteur en 2012 dans le rôle de Sean McComb du film Dead Moon Circus. Il apparaît dans la suite, sortie en 2013. Depuis le 26 juillet 2013, il interprète Zac Blakely dans Les Sirènes de Mako, série dérivée de H2O aux côtés de Lucy Fry, Ivy Latimer, Amy Ruffle, Isabel Durant et Allie Bertram. Il joue dans la série Profession : Reporter.
Romruen apparaît dans plusieurs clips vidéos ainsi que dans des publicités. Il est au casting de la série Les 100 depuis la saison 4.

## Filmographie

### Cinéma

#### Longs métrages
- 2012 : Dead Moon Circus : Sean McComb
- 2013 : Dead Moon Circus 2 : Sean McComb
- 2015 : Thicker Than Water : Ivan (rôle principal)
- 2025 : Play Dirty de Shane Black

#### Courts métrages
- 2013 : Pavlomance : Zac
- 2013 : Revolving Doors : un commis de cuisine
- 2013 : Free You Be You : un danseur

### Télévision
- 2013–2016 : Les Sirènes de Mako : Zac Blakely (68 épisodes)
- 2017 : Les 100 : Ilian (7 épisodes)
- 2018 : Shadowhunters : Jordan Kyle (11 épisodes)
- 2018 : Les Nouvelles légendes du Roi Singe : Roi-Singe (rôle principal, 20 épisodes)
- 2022 - : Profession : reporter : Tim Ahern (6 épisodes)
- 2022 : Vers les étoiles : Jude (8 épisodes)
- 2022 : We Were Tomorrow : Noah Reeves (6 épisodes)